# День Солнца
День Со́лнца (кор. 태양절?, 太陽節?, тхэянджоль) — государственный праздник в КНДР. Отмечается 15 апреля в честь дня рождения лидера коммунистов Ким Ир Сена, который в КНДР называют «Солнцем нации». Государственные учреждения, бизнес-офисы, банки и розничная торговля в этот день закрыты.
Праздники в апреле, близкие по дате ко Дню Солнца, называют Фестивалем Солнца. За Днём Солнца следуют два выходных, что в сумме составляет три праздничных выходных дня.
Ко дню рождения Ким Ир Сена приурочен международный музыкальный фестиваль «Апрельская весна», проводимый с 1982 года.
Как правило, в честь праздника корейцам выдают «подарки Великого Вождя» — набор дефицитных продуктов и сладостей, а также иногда бытовую технику.